# باشگاه فوتبال تاج تهران در فصل ۱۳۴۸
باشگاه فوتبال تاج تهران در فصل ۱۳۴۸ بیست و چهارمین سال فعالیت باشگاه تاج تهران که امروزه با نام استقلال در فوتبال ایران شناخته می‌شود بود. تاج در این فصل در مسابقات جام باشگاه‌های تهران شرکت کرد. جام میلز دیگر مسابقاتی بود که تاج در آن شرکت کرد.
در این فصل در پاییز نیز تیم تاج برای نخستین بار در مسابقات میلز در هند شرکت کرد و توانست عنوان قهرمانی آن مسابقات را نیز از آن خود کند. قهرمانی این مسابقات نخستین عنوان قهرمانی بین‌المللی یک تیم باشگاهی ایرانی بود. سپس تاج در مسابقات جام باشگاه‌های تهران ۱۳۴۸ حاضر شد و با شکست در هفته آخر به عنوان دومی بسنده کرد.
تاج که این فصل را مربی‌گری علی‌دانایی‌فرد مربی قدیمی خود آغاز کرده بود در اواخر فصل زدراکو رایکوف را جانشین وی کرد. رایکوف که برای مربی‌گری در تیم‌های ملی بزرگسالان و جوانان به ایران آمده بود با اتمام قراردادش با فدراسیون فوتبال در ایران ماند و با قراردادی گران قیمت که در آن زمان رکوردی محسوب می‌شد در ایران باقی ماند و سرمربی‌گری تاج را بر عهده گرفت.

## پیش زمینه
تاج در حالی این فصل را آغاز کرد سال قبل دانایی‌فرد بعد از مدت کوتاهی غیبت به خانه برگشته بود. 

## بازیکنان
بازیکنان پا به سن گذاشته‌ای همچون کامبیز جمالی از ترکیب تاج کنار رفته بودند و بازیکنان جوان‌تر جایگزین‌شان شدند. ناصر حجازی از میان این جوانان بود.

## مرور فصل
در آبان ماه تاج برای شرکت در جام میلز راهی هند شد. این مسابقات نخستین حضور یک تیم ایرانی در یک جام بین‌المللی بود و قهرمانی تاج در این مسابقات نخستین قهرمانی یک تیم ایرانی نیز محسوب می‌شد. حضور تاج در این مسابقات به یک سنت تبدیل شد و تاج فصل‌های بعد نیز در این مسابقات شرکت کرد. دیگر تیم‌های ایرانی همچون پاس و تراکتورسازی نیز بعدها در این مسابقات حاضر شدند.
از اواخر آذر ماه مسابقات جام باشگاه‌های تهران ۱۳۴۸ برگزار شدند. این دوره از مسابقات با شرکت ۱۵ تیم و به صورت یک دوره‌ای برگزار شد. پیکان که از بازیکنان اصلی تیم تعطیل شده شاهین بهره‌مند شده بود رقیب اصلی تاج در راه کسب عنوان قهرمانی بود و بازی این دو تیم که در هفته آخر برگزار شد حکم فینال را نیز داشت؛ پیکان در صورت تساوی نیز قهرمان می‌شد اما تاج برای قهرمانی تنها به برد نیاز داشت. با این وجود بازی با برتری پیکان همراه بود و پیروزی ۰–۲ پیکان عنوان قهرمانی آن‌ها را تثبیت کرد. این اولین عنوان قهرمانی رسمی این تیم در فوتبال ایران بود. این دوره از مسابقات با نظم و به سرعت برگزار شدند چرا که تهران و ورزشگاه امجدیه باید برای میزبانی مسابقات قهرمانی باشگاه‌های آسیا ۱۹۷۰ در فروردین ۱۳۴۹ آماده می‌شدند. امجدیه در آن سال‌ها تنها ورزشگاه سکودار و بزرگ شهر تهران بود و تمامی بازی‌های تیم‌های ملی و بازی‌های مهم باشگاهی در این ورزشگاه برگزار می‌شدند.

### دو بازی نیمه تمام
در این فصل دو بازی تیم تاج نیمه تمام ماند و نتیجه هر دو بازی سه بر صفر به سود تاج اعلام شد. در هفته دهم و در بازی تاج و پرسپولیس بازی که تا دقیقه ۸۲ یک بر صفر به سود تیم تاج در جریان بود. در این لحظه خوردبین برای پرسپولیس گل می‌زند اما داور به دلیل خطای خوردبین بر روی قلیچ‌خانی گل را مردود اعلام می‌کند و بازیکنان پرسپولیس در اعتراض به این تصمیم داور زمین بازی را ترک می‌کنند. و به همین دلیل بازی سه بر صفر به سود تاج اعلام شد.
در هفته سیزدهم بازیها نیز تاج در برابر راه‌آهن قرار گرفت . این بازی تا دقیقه ۷۵ بدون رد و بدل شدن گلی در جریان بود که در این زمان جباری برای تاج گل می‌زند. اما این گل مورد اعتراض بازیکنان راه‌آهن واقع می‌شود و به دنبال این قضیه بازیکنان راه‌آهن در زمین ایجاد اغتشاش کرده و از ادامه بازی امتناع میکنند و داور هم تصمیم به پایان بازی میگیرد و بازی را به سود تاج اعلام میکند. 

## بازی‌ها

### جام باشگاه‌های تهران ۱۳۴۸
| ۱۴ آذر ۱۳۴۸ ۱ | تاج تهران               | ۲ – ۰       | بانک ملی | تهران                                                   |
|               | جباری ۱۱' · حاج‌محمد ۳۲' | کیهان ورزشی |          | ورزشگاه: امجدیه تهران تماشاگران: ۴۰۰۰ داور: جعفر نامدار |

| ۲۱ آذر ۱۳۴۸ ۲ | تاج تهران              | ۲ – ۱ | عقاب تهران  | تهران                                                     |
|               | جباری ۳۰' · مظلومی ۹۰' |       | وفاخواه ۴۲' | ورزشگاه: امجدیه تهران تماشاگران: ۱۵۰۰۰ داور: ارشد برازنده |

| ۲۷ آذر ۱۳۴۸ ۳ | تاج تهران | ۱ – ۱ | نگهبان تهران | تهران                                      |
|               | جباری ۸۵' |       | خدابنده ۸۳'  | ورزشگاه: امجدیه تهران داور: عبدالرضا موزون |

| ۱ دی ۱۳۴۸ ۴ | تاج تهران                        | ۴ – ۰ | دیهیم تهران | تهران                                    |
|             | مظلومی ۱'، ۳'، ۷۴' · افتخاری ۴۳' |       |             | ورزشگاه: امجدیه تهران داور: حبیب پورامید |

| ۱۲ دی ۱۳۴۸ ۵ | تاج تهران | ۰ – ۰ | آرارات تهران | تهران                                             |
|              |           |       |              | ورزشگاه: امجدیه تهران داور: ابوالقاسم حاج‌ابوالحسن |

| ۱۶ دی ۱۳۴۸ ۶ | تاج تهران                | ۲ – ۱   | آتش‌نشانی تهران | تهران                                    |
|              | حاج‌محمد ۲۱' · مظلومی ۳۹' | اطلاعات | شیرازی ۲'      | ورزشگاه: امجدیه تهران داور: ارشد برازنده |

| ۲۵ دی ۱۳۴۸ ۷ | تاج تهران                                                      | ۵ – ۰   | اقبال تهران | تهران                                                    |
|              | حاج‌محمد ۲۲' · مظلومی ۴۱' (پنالتی) · جباری ۵۱'، ۶۸' · حبیبی ۶۳' | اطلاعات |             | ورزشگاه: امجدیه تهران تماشاگران: ۵۰۰۰ داور: حبیب پوراحمد |

| ۳ بهمن ۱۳۴۸ ۸ | تاج تهران | ۰ – ۰   | برق تهران | تهران                                   |
|               |           | اطلاعات |           | ورزشگاه: امجدیه تهران داور: داوود حیدری |

| ۱۰ بهمن ۱۳۴۸ ۹ | تاج تهران                                       | ۳ – ۰               | شهربانی تهران | تهران                                 |
|                | قلیچ‌خانی ۶۷' · حاج‌محمد ۸۱' · جباری ۶۷' (پنالتی) | اطلاعات کیهان ورزشی |               | ورزشگاه: امجدیه تهران داور: سعید صدری |

| ۱۷ بهمن ۱۳۴۸ ۱۰ (دربی ۵) | تاج تهران | ۱ (۳) – (۰) ۰ | پرسپولیس تهران | تهران                                             |
| | مظلومی ۹' | اطلاعات       |                | ورزشگاه: امجدیه تهران داور: ابوالقاسم حاج‌ابوالحسن |
| یادداشت: تا دقیقه ۸۲ بازی با نتیجه ۱ – ۰ با گل دقیقه ۹ مظلومی به سود تاج در جریان بود. در این لحظه خوردبین برای پرسپولیس گل می‌زند اما داور به دلیل خطای خوردبین بر روی قلیچ‌خانی گل را مردود اعلام می‌کند و بازیکنان پرسپولیس در اعتراض به این تصمیم داور زمین بازی را ترک می‌کنند. |           |               |                |                                                   |

| ۲۴ بهمن ۱۳۴۸ ۱۱ | تاج تهران                                                | ۷ – ۰   | دخانیات تهران | تهران                                |
|                 | جباری ۱۴'، ۶۷' · افتخاری ۲۴' · مظلومی ۴۲'، ۶۰'، ۶۶'، ۸۵' | اطلاعات |               | ورزشگاه: امجدیه تهران داور: علی الهی |

| ۱ اسفند ۱۳۴۸ ۱۲ | تاج تهران | ۰ – ۰   | پاس تهران | تهران                                        |
|                 |           | اطلاعات |           | ورزشگاه: امجدیه تهران داور: صلاح‌الدین لادیکی |

| ۵ اسفند ۱۳۴۸ ۱۳ | تاج تهران | ۰ – ۰ | گارد تهران | تهران                                |
|                 |           |       |            | ورزشگاه: امجدیه تهران داور: علی الهی |

| ۸ اسفند ۱۳۴۸ ۱۴                                                                    | تاج تهران | ۱ (۳) – (۰) ۰      | راه‌آهن تهران | تهران                                 |
|                                                                                    | جباری ۷۵' | گزارش بازی اطلاعات |              | ورزشگاه: امجدیه تهران داور: سعید صدری |
| یادداشت: بازیکنان تیم راه‌آهن پس از اعتراض به گل جباری از ادامه بازی امتناع ورزیدند |           |                    |              |                                       |

| ۱۵ اسفند ۱۳۴۸ ۱۵                                                        | تاج تهران | ۰ – ۲   | پیکان تهران                    | تهران                                |
|                                                                         |           | اطلاعات | پروین ۵۲' (پنالتی) · کلانی ۶۵' | ورزشگاه: امجدیه تهران داور: جک تیلور |
| یادداشت: تیم تاج با شکست در این بازی قهرمانی در لیگ تهران را از دست داد |           |         |                                |                                      |

منبع

### جام میلز
| ۱۵ آبان ۱۳۴۸ ۱ | تاج تهران                          | ۱۰ – ۱ | کامپ هند       | دهلی‌نو، هند |
|                | جباری · مصطفوی · افتخاری · حاج‌محمد |        | ؟ ۴۶' (پنالتی) |             |

| ۱۷ آبان ۱۳۴۸ ۲ | تاج تهران                                    | ۳ – ۱ | نیروی هوایی هند | دهلی‌نو، هند |
|                | مصطفوی ۷۵' (پنالتی) · جباری ۸۰' · مظلومی ۸۹' |       |                 |             |

| ۲۱ آبان ۱۳۴۸ نیمه‌نهایی | تاج تهران   | ۱ – ۰ | سیکا هند | دهلی‌نو، هند |
|                        | افتخاری ۶۸' |       |          |             |

| ۲۵ آبان ۱۳۴۸ فینال | تاج تهران                 | ۴ – ۰ | راه‌آهن سیلان | دهلی‌نو، هند |
|                    | مظلومی · افتخاری · مصطفوی |       |              |             |

منبع 

### بازی دوستانه
| ۴ مهر ۱۳۴۸ دوستانه ۱ | تاج تهران                             | ۳ – ۱   | تیم ملی پاکستان | تهران                                                      |
|                      | جباری ۱۱' · منشی‌زاده ۱۷' · مصطفوی ۸۲' | اطلاعات | حاج الیاس ۱۴'   | ورزشگاه: امجدیه تهران تماشاگران: ۱۵۰۰۰ داور: محمد افضل خان |

| ۵ دی ۱۳۴۸ دوستانه ۲ | تاج تهران  | ۱ – ۰   | بانیک استراوا چکسلواکی | تهران                                                     |
|                     | مظلومی ۴۱' | اطلاعات |                        | ورزشگاه: امجدیه تهران تماشاگران: ۳۰۰۰۰ داور: جعفر نامدار  |

منبع

## جایگاه در جدول
| رتبه | باشگاه | بازی | برد | مساوی | باخت | گل‌زده | گل‌خورده | امتیاز |
| ---- | ------ | ---- | --- | ----- | ---- | ----- | ------- | ------ |
| ۱    | پیکان  | ۱۵   | ۱۱  | ۴     | ۰    | ۳۱    | ۷       | ۲۶     |
| ۲    | تاج    | ۱۵   | ۹   | ۵     | ۱    | ۳۳    | ۴       | ۲۳     |
| ۳    | پاس    | ۱۵   | ۸   | ۶     | ۱    | ۲۶    | ۱۱      | ۲۲     |
| ۴    | برق    | ۱۵   | ۸   | ۵     | ۲    | ۲۰    | ۹       | ۲۱     |

منبع

## آمار فصل

### تعداد بازی
| #  | بازیکن             | تعداد بازی |
| #  | بازیکن             | لیگ تهران  |
| -- | ------------------ | ---------- |
| ۱  | کارو حق‌وردیان      | ۱۵         |
| ۲  | منصور پورحیدری     | ۱۵         |
| ۳  | علی جباری          | ۱۴         |
| ۴  | احمد منشی‌زاده      | ۱۳         |
| ۵  | اکبر کارگرجم       | ۱۳         |
| ۶  | ناصر حجازی         | ۱۳         |
| ۷  | غلامحسین مظلومی    | ۱۲         |
| ۸  | مهدی حاج‌محمد       | ۱۲         |
| ۹  | مهدی لواسانی       | ۱۲         |
| ۱۰ | داریوش مصطفوی      | ۱۱         |
| ۱۱ | گودرز حبیبی        | ۱۱         |
| ۱۲ | پرویز قلیچ‌خانی     | ۱۰         |
| ۱۳ | اکبر افتخاری       | ۸          |
| ۱۴ | عزت جانملکی        | ۸          |
| ۱۵ | حسین قاضی‌شعار      | ۴          |
| ۱۶ | غلامحسین فرزامی    | ۳          |
| ۱۷ | مرتضی شرکا         | ۳          |
| ۱۸ | امیرحسین جابری‌زاده | ۲          |
| ۱۹ | ایرج دانایی‌فرد     | ۱          |

### کاپیتان‌های فصل
| رده | نام             | باشگاههای تهران ۴۹ | باشگاههای تهران ۵۰-۴۹ | جمع |
| --- | --------------- | ------------------ | --------------------- | --- |
| ۲   | پرویز قلیج‌خانی  | ۷                  | ۱۰                    | ۱۷  |
| ۱   | علی جباری       | ۰                  | ۳                     | ۳   |
| ۳   | غلامحسین فرزامی | ۰                  | ۱                     | ۱   |
| ۴   | اکبر افتخاری    | ۰                  | ۱                     | ۱   |

- فقط کاپیتان‌هایی که بازی را شروع کرده‌اند در این جدول قرار گرفته‌اند و کاپیتانهای تعویضی محاسبه نشده‌اند.

## پس‌زمینه
با کنار رفتن دانایی‌فرد دوران طولانی مربی‌گری وی در تاج پایان یافت. وی اما در کنار تیم تاج باقی ماند و به عنوان مربی تیم تازه تاسیس زنان و همچنین مربی تیم جوانان تاج مشغول به فعالیت شد. رایکوف، جانشین وی، سال بعد تاج را به قهرمانی در ایران و آسیا رهنمون ساخت تا پایه‌گذار دوره‌ای درخشان در تاریخ تیم تاج باشد.

## سایر ورزشها
- تیم دو و میدانی باشگاه تاج در این سال برای ششمین بار پیاپی قهرمان باشگاه‌های تهران شد. اعضاء تیم تاج عبارت بودند از: فریده شیرازی، شفیقه حاج‌بشیری، ژولیت گورکیان، مریم سیحون، ملیحه کاشانی، نصرت کردبچه، ناهید آرامی، آسمیک، کاراپتیان، فروغ آل ابراهیم، سودابه طباطبایی، پروین صفوی.
- در مسابقات بسکتبال قهرمانی باشگاه‌های تهران که با شرکت ۲۶ از اواخر سال ۱۳۴۷ آغاز شده بود در پایان تیم‌های تاج و پاس با شکست دادن حریفان به فینال مسابقه راه یافتند که در فینال تیم بسکتبال تاج با نتیجه ۸۱ بر ۵۳ مغلوب تیم پاس گردید و به مقام دوم رسید.

- در مسابقات بسکتبال قهرمانی بانوان باشگاه‌های تهران، تیم باشگاه تاج به مقام سوم رسید.
- در مسابقات والیبال قهرمانی باشگاه‌های بانوان تیم تاج به مقام دوم این دوره از مسابقات دست یافت.
- در سال ۴۸-۱۳۴۷ در مسابقات وزنه برداری قهرمانی باشگاههای تهران تیم باشگاه تاج در رده بزرگسالان به مقام پنجم و در رده خردسالان به مقام قهرمانی باشگاههای تهران دست یافت.
- در مسابقات والیبال قهرمانی باشگاه‌های بانوان تیم والیبال بانوان تاج پس از تیم انجمن بانوان به مقام دوم دست یافت.

منبع

## نگارخانه

تیم تاج مدل سال ۴۸ (دانایی‌فرد، منشی‌زاده، شرکا، حاج محمد، مصطفوی، عاطف، پورحیدری)
داریوش مصطفوی در بازی تاج و بانک ملی
بازی تاج و شهربانی در مرحله نیمه‌نهایی ۱۳۴۸
عکس تیمی تاج تهران در فصل ۱۳۴۸
حسین فرزامی در بازی فینال باشگاههای تهران
عکس از بازی تاج و عقاب در هفته دوم باشگاههای تهران
لحظه سرنگونی علی جباری در بازی با شهربانی
جدال پورحیدری و مژدهی بر سر توپ در بازی تاج و پاس
جدال مصطفوی با یاوری و شاهرخی در بازی تاج و پاس
جنجال و آشوب در بازی تاج و راه‌آهن به خاطر گل علی جباری
تصویری از بازی دوستانه تاج و تیم ملی پاکستان
بازی دوستانه تاج و بانیک استراوا
تیم والیبال زنان تاج در سال ۱۳۴۸